# Zupfen
Das Zupfen beschreibt in der Instrumentalmusik den Vorgang, bei dem eine oder mehrere Saiten eines Zupfinstruments mit Hilfe der Fingerkuppen oder Fingernägel und/oder ein oder mehrerer Plektren (üblicherweise ein Kunststoffblättchen, welches zwischen den Fingern gehalten wird), angerissen beziehungsweise angeschlagen werden. Bei der klassischen Gitarre ist der Finger(nagel)anschlag üblich, bei der Western- und E-Gitarre und den Instrumenten der Mandolinenfamilie werden die Saiten vorwiegend mit einem oder mehreren Plektren angeschlagen. 
Für die Gitarrenmusik (Country-Musik) wurde eine größere Bandbreite von Zupftechniken entwickelt, so zum Beispiel das Picking.
Auch Streichinstrumente werden gelegentlich gezupft; die Spielanweisung dazu heißt pizzicato.
Die Saiten eines Cembalos werden ebenfalls gezupft beziehungsweise angerissen – dies geschieht allerdings mit Kielen, die über eine Klaviatur angesteuert werden.